# 洛雷托縣

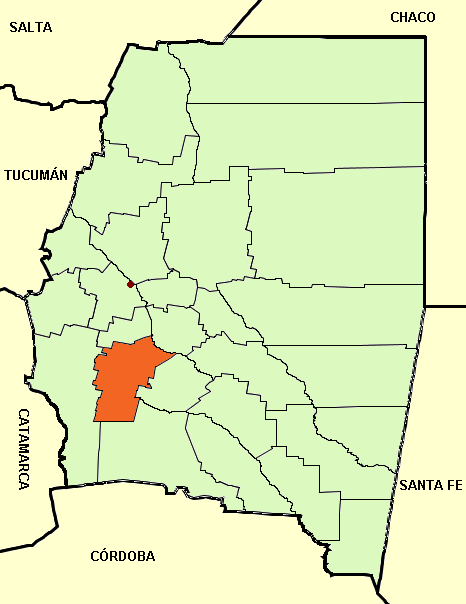

28°18′8″S 64°10′44″W / 28.30222°S 64.17889°W
洛雷托縣（西班牙語：Departamento Loreto），是阿根廷的縣份，位於該國北部聖地亞哥-德爾埃斯特羅省，首府設於洛雷托，面積3,337平方公里，2010年人口20,036，人口密度每平方公里6人。